# (13230) 1997 VG1
(13230) 1997 VG1 è un asteroide troiano di Giove del campo greco. Scoperto nel 1997, presenta un'orbita caratterizzata da un semiasse maggiore pari a 5,091612 UA e da un'eccentricità di 0,063214, inclinata di 4,322117° rispetto all'eclittica. Ha un diametro di 23,927 km, un periodo di rotazione di 42,4 ore e un'albedo di 0,102.